# To Be with You
"To Be with You" là một bài hát của ban nhạc người Mỹ Mr. Big nằm trong album phòng thu thứ hai của họ, Lean into It (1991). Nó được phát hành như là đĩa đơn thứ ba trích từ album vào ngày 25 tháng 11 năm 1991 ở Hoa Kỳ và ở những thị trường còn lại vào ngày 1 tháng 1 năm 1992 bởi Atlantic Records. Bài hát được đồng viết lời bởi giọng ca chính của nhóm Eric Martin với David Grahame, trong khi phần sản xuất được đảm nhiệm bởi Kevin Elson, cộng tác viên quen thuộc xuyên suốt sự nghiệp của nhóm. Được sáng tác dựa trên nguồn cảm hứng từ những năm tháng ở trường trung học của Martin, "To Be with You" là một bản soft rock ballad mang nội dung đề cập đến câu chuyện về một người đàn ông nảy sinh tình cảm với một người phụ nữ gần đây đã liên tục trải qua những cuộc tình tan vỡ từ nhiều mối quan hệ tình cảm trong quá khứ.
"To Be with You" cũng như toàn bộ album đánh dấu lần hợp tác thứ hai giữa Mr. Big và Elson sau album phòng thu đầu tay mang chính tên họ (1989), và ông sẽ tiếp tục tham gia thực hiện cho ba album khác của nhóm. Sau khi phát hành, nó nhận được những phản ứng tích cực từ các nhà phê bình âm nhạc, trong đó họ đánh giá cao giai điệu hấp dẫn, chất giọng của Martin và quá trình sản xuất nó, đồng thời gọi đây là một điểm nhấn nổi bật từ Lean into It. "To Be with You" cũng tiếp nhận những thành công ngoài sức tưởng tượng về mặt thương mại với đứng đầu các bảng xếp hạng ở hơn 20 quốc gia, bao gồm những thị trường lớn trên thế giới như Úc, Áo, Bỉ, Canada, Đan Mạch, Đức, Hà Lan, New Zealand, Thụy Điển và Thụy Sĩ, đồng thời lọt vào top 10 ở tất cả những quốc gia bài hát xuất hiện, như Phần Lan, Pháp, Ireland và Vương quốc Anh.
Tại Hoa Kỳ, "To Be with You" đạt vị trí số một trên bảng xếp hạng Billboard Hot 100 trong ba tuần liên tiếp, trở thành đĩa đơn quán quân đầu tiên và duy nhất của Mr. Big tại đây. Video ca nhạc cho bài hát được đạo diễn bởi Nancy Bennett và bao gồm những cảnh ban nhạc hát và chơi nhạc trên một chiếc xe lửa, trong đó hiệu ứng hình ảnh được thay đổi liên tục từ đen trắng sang có màu. Để quảng bá cho "To Be with You", nhóm đã trình diễn nó trên nhiều chương trình truyền hình và lễ trao giải lớn, bao gồm The Tonight Show with Jay Leno, The Tonight Show Starring Johnny Carson và Top of the Pops, cũng như trong nhiều chuyến lưu diễn của họ. Được ghi nhận là bài hát trứ danh trong sự nghiệp của Mr. Big, bài hát đã xuất hiện trong nhiều tác phẩm điện ảnh và truyền hình, như The Family Man, Life Itself, Marienhof và Motormouth. Ban nhạc pop Ireland Westlife thu âm một bản cover của bài hát và phát hành trong album năm 2003 Turnaround.

## Danh sách bài hát
| - Đĩa 7" tại châu Âu 1. "To Be with You" (bản LP) – 3:27 2. "Green-Tinted Sixties Mind" (bản LP) – 3:30 - Đĩa CD tại châu Âu 1. "To Be with You" – 3:27 2. "Green-Tinted Sixties Mind" – 3:30 3. "Alive And Kickin'" – 5:28 | - Đĩa 7" tại Anh quốc 1. "To Be with You" – 3:18 2. "Baba O'Riley" (trực tiếp) – 5:05 - Đĩa CD tại Anh quốc 1. "To Be with You" – 3:23 2. "30 Days In The Hole" (trực tiếp) – 5:00 3. "Shy Boy" (trực tiếp) – 3:29 4. "Woman From Tokyo"/"Baba O'Riley" (trực tiếp) – 7:35 |

## Xếp hạng
| Bảng xếp hạng (1991-92)               | Vị trí cao nhất |
| ------------------------------------- | --------------- |
| Úc (ARIA)                             | 1               |
| Áo (Ö3 Austria Top 40)                | 1               |
| Bỉ (Ultratop 50 Flanders)             | 1               |
| Canada (RPM)                          | 1               |
| Canada Adult Contemporary (RPM)       | 4               |
| Đan Mạch (Tracklisten)                | 1               |
| Châu Âu (European Hot 100 Singles)    | 1               |
| Phần Lan (Suomen virallinen lista)    | 6               |
| Pháp (SNEP)                           | 10              |
| Đức (Official German Charts)          | 1               |
| Ireland (IRMA)                        | 2               |
| Hà Lan (Dutch Top 40)                 | 1               |
| Hà Lan (Single Top 100)               | 1               |
| New Zealand (Recorded Music NZ)       | 1               |
| Na Uy (VG-lista)                      | 1               |
| Thụy Điển (Sverigetopplistan)         | 1               |
| Thụy Sĩ (Schweizer Hitparade)         | 1               |
| Anh Quốc (OCC)                        | 3               |
| Hoa Kỳ Billboard Hot 100              | 1               |
| Hoa Kỳ Adult Contemporary (Billboard) | 11              |
| Hoa Kỳ Mainstream Rock (Billboard)    | 19              |

| Bảng xếp hạng (1992)                 | Vị trí |
| ------------------------------------ | ------ |
| Australia (ARIA)                     | 4      |
| Austria (Ö3 Austria Top 40)          | 5      |
| Belgium (Ultratop 50 Flanders)       | 20     |
| Canada (RPM)                         | 2      |
| Canada Adult Contemporary (RPM)      | 52     |
| Denmark (Tracklisten)                | 5      |
| Europe (European Hot 100 Singles)    | 4      |
| Germany (Official German Charts)     | 6      |
| Netherlands (Dutch Top 40)           | 7      |
| Netherlands (Single Top 100)         | 8      |
| New Zealand (Recorded Music NZ)      | 3      |
| Switzerland (Schweizer Hitparade)    | 3      |
| UK Singles (Official Charts Company) | 31     |
| US Billboard Hot 100                 | 12     |

| Bảng xếp hạng (1990–99)     | Vị trí |
| --------------------------- | ------ |
| Austria (Ö3 Austria Top 40) | 36     |
| Netherlands (Dutch Top 40)  | 85     |
| US Billboard Hot 100        | 90     |

## Chứng nhận
| Quốc gia | Chứng nhận | Số đơn vị/doanh số chứng nhận |
| --- | ---------- | ----------------------------- |
| Úc (ARIA) | Bạch kim   | 70.000^                       |
| Đức (BVMI) | Vàng       | 250.000^                      |
| Nhật Bản (RIAJ) | Vàng       | 100.000^                      |
| Hà Lan (NVPI) | Vàng       | 50.000^                       |
| Thụy Điển (GLF) | Vàng       | 25.000^                       |
| Hoa Kỳ (RIAA) | Vàng       | 500.000^                      |
| * Chứng nhận dựa theo doanh số tiêu thụ. ^ Chứng nhận dựa theo doanh số nhập hàng. ‡ Chứng nhận dựa theo doanh số tiêu thụ và phát trực tuyến. |            |                               |